# Plankton: Der Film
Plankton: Der Film (Originaltitel Plankton: The Movie) ist eine US-amerikanische Musical-Komödie, basierend auf der Fernsehserie SpongeBob Schwammkopf. Der Film wurde am 7. März 2025 weltweit bei Netflix veröffentlicht. Es ist der zweite Spin-off-Film der Fernsehserie nach Rettet Bikini Bottom: Der Sandy Cheeks Film, der im Jahr 2024 erschien.

## Handlung
Da er immer nur der Geheimformel hinterherjagt, beschließt Planktons Computer-Ehefrau Karen, dass sie ohne ihren Ehemann die Weltherrschaft übernehmen möchte. Planktons Versuche, seine Frau aufzuhalten, scheitern und so begibt er sich mit SpongeBob auf die Suche nach der Antwort, wie er Karen nur so verärgern konnte. Dabei erinnert sich der Einzeller an einige besondere Ereignisse in seiner Vergangenheit – so beispielsweise auch daran, als er Karen erbaut hat.

## Produktion und Veröffentlichung
Im März 2020 wurde bekanntgegeben, dass Paramount Global zwei Spin-off-Filme der Serie SpongeBob Schwammkopf für Netflix produzieren werde. Während im Februar 2022 noch die Rede davon war, dass der Film in den USA bei Paramount+ erscheinen sollte, so wurde im Juni 2024 angekündigt, dass der Film stattdessen bei Netflix erscheinen werde. Im August 2024 und damit vor der offiziellen Veröffentlichung wurde der vollständige Film geleakt. Am 17. Januar 2025 wurde der 7. März als Veröffentlichungsdatum bekanntgegeben. Der Trailer zum Film erschien am 4. Februar 2025.
Regie führte Dave Needham, das Drehbuch des Films stammt von Kaz, Chris Viscardi und Mr. Lawrence.

## Besetzung und Synchronisation
Die deutschsprachige Synchronisation entstand durch die Iyuno Germany in Berlin.
| Figur                       | Originalsprecher  | Deutscher Sprecher        |
| --------------------------- | ----------------- | ------------------------- |
| Plankton                    | Mr. Lawrence      | Sebastian Christoph Jacob |
| SpongeBob Schwammkopf       | Tom Kenny         | Santiago Ziesmer          |
| Karen                       | Jill Talley       | Susanne Geier             |
| Sandy Cheeks                | Carolyn Lawrence  | Cathlen Gawlich           |
| Patrick Star                | Bill Fagerbakke   | Fritz Rott                |
| Thaddäus Tentakel           | Rodger Bumpass    | Joachim Kaps              |
| Mr. Krabs                   | Clancy Brown      | Axel Lutter               |
| Mrs. Puff                   | Mary Jo Catlett   | Sonja Deutsch             |
| Perla                       | Lori Alan         | Sabine Winterfeldt        |
| Jacques Cousteau (Erzähler) | Tom Kenny         | Michael Pan               |
| Freddie Flunder             | Dee Bradley Baker | Lucas Wecker              |
| Ruben                       | Mr. Lawrence      | Bernhard Völger           |